# Víctor Bonilla
Víctor Manuel Bonilla Hinestroza (Tumaco, 23 gennaio 1971) è un ex calciatore colombiano, di ruolo attaccante.

## Carriera

### Club
Debutta nel Deportivo Cali, dove gioca per nove anni segnando con regolarità. Il titolo di capocannoniere della Coppa Libertadores 1998 gli consente di approdare al calcio europeo, al Real Sociedad. Nel 2000 passa al Tolosa, dove gioca 34 partite segnando 15 reti. Dopo un altro periodo in Francia, torna nel continente americano, prima ai messicani del Culiacán, poi in patria, all'América de Cali e al Deportes Tolima. Ha chiuso la carriera all'Atlético Huila.

### Nazionale
Con la nazionale di calcio della Colombia ha giocato 21 partite, segnando 6 reti.

## Palmarès

### Individuale
- Capocannoniere del campionato colombiano: 1

1998 (37 gol)
- Capocannoniere della Coppa Libertadores: 1

1999 (6 gol, a pari merito con Martín Zapata, Gauchinho, Ruberth Morán, Fernando Baiano e Rubén Sosa)